# Hanns Johst

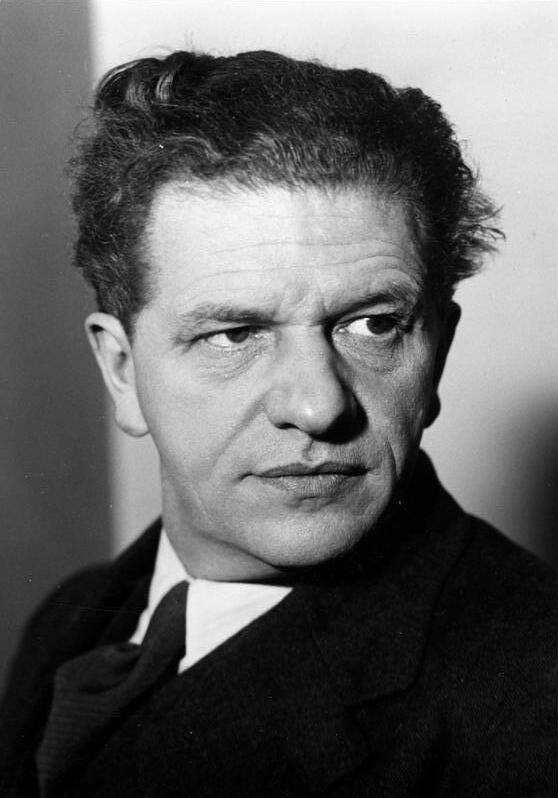
Hanns Johst im Jahr 1933

Hanns Johst (* 8. Juli 1890 in Seerhausen, Sachsen; † 23. November 1978 in Ruhpolding) war ein deutscher Schriftsteller, Dramatiker, nationalsozialistischer Kulturfunktionär und ab 1935 Präsident der Reichsschrifttumskammer (RSK).

## Leben

### Jugend, Studium und berufliche Anfänge
Johst wuchs als Sohn eines Volksschullehrers in Oschatz und Leipzig auf, wo er ab 1902 das neu errichtete Königin-Carola-Gymnasium besuchte, an dem er 1911 das Abitur ablegte. Ein früher Berufswunsch war, Missionar zu werden. Mit 17 Jahren war er kurzfristig als Pfleger in der Bodelschwingh’schen Anstalt in Bethel tätig. Danach studierte er Medizin, Germanistik, Philosophie und Kunstgeschichte. Sein Studium an den Universitäten Leipzig, München und Wien brach er 1915 ab. 1914 veröffentlichte er sein erstes Drama, den Einakter Die Stunde der Sterbenden. Als Kriegsfreiwilliger wurde Johst nach nur zwei Monaten wegen einer nicht näher bezeichneten Krankheit aus dem Heer entlassen; er lebte anschließend als freier Schriftsteller und Regieassistent. Er heiratete die wohlhabende Johanna Feder, mit der er 1918 ein Anwesen in Allmannshausen am Starnberger See bezog.

### Entwicklung als Bühnenautor und Dramatiker
Johsts Frühwerk entstand im Bann des Expressionismus. Beispiele dafür sind Der Anfang (1917) und Der König (1920). Mit dem Stück Der Einsame über den Dramatiker Christian Dietrich Grabbe erzielte Johst 1917 seinen Durchbruch als Bühnenautor. Das Stück weist bereits völkische und antisemitische Elemente auf, die sich in seinem Roman Kreuzweg und dem Schauspiel Propheten von 1922 verfestigen sollten. Bertolt Brecht konzipierte sein Drama Baal als künstlerische Auseinandersetzung und Pendant zum Einsamen von Johst, den Brecht als „furchtbaren Expressionismus“ bezeichnete.
Später wandte sich Johst einem mehr realistischen Stil zu. In dieser Zeit entstanden die Komödien Wechsler und Händler (1923), Die fröhliche Stadt (1925) und Marmelade (1926), die gesellschaftliche Missstände als Versagen der demokratischen Verfassung Deutschlands darstellen, sowie das historische Drama Thomas Paine (1927) über den Aufklärer und Gründervater der USA, Thomas Paine.
In den 1920er Jahren wurde Johst einer der bekanntesten deutschen Nachwuchs-Dramatiker, den die politisch Rechten für sich reklamierten. In dieser Zeit war er auch gut bekannt mit Thomas Mann, den er bewunderte. 1922 kündigte Johst diese Verbindung wegen Manns Bekenntnis zum demokratischen Staat („Von deutscher Republik“) aber auf. Vermutlich nicht wissend, dass Thomas Mann in die Schweiz ausgewandert war, schrieb er im Oktober 1933 in Bezug auf Klaus Manns Aktivitäten im Exil in einem Brief an seinen Duzfreund Heinrich Himmler:

„Da dieser Halbjude schwerlich zu uns herüberwechselt, wir ihn also leider nicht auf’s Stühlchen setzen können, würde ich in dieser Angelegenheit doch das Geiselverfahren vorschlagen. Könnte man nicht vielleicht Herrn Thomas Mann, München, für seinen Sohn ein wenig inhaftieren? Seine Produktion würde ja durch eine Herbstfrische in Dachau nicht leiden.“

### Das Drama „Schlageter“
Mit seinem Adolf Hitler gewidmeten Stück Schlageter erzielte Johst den größten Erfolg in seiner Karriere als Bühnenautor. Das Drama, an dem er von 1929 bis 1932 gearbeitet hatte, wurde am 20. April 1933 zu Hitlers Geburtstag uraufgeführt. Schlageter wurde von zahlreichen deutschen Theatern in über 1.000 Städten gespielt. Johst erhielt dafür knapp 50.000 Reichsmark Tantiemen. Das Stück beschäftigt sich mit dem Freikorpskämpfer Albert Leo Schlageter, der während der Ruhrbesetzung (1923) von einem französischen Militärgericht zum Tode verurteilt wurde, da er Anschläge auf militärische Verkehrsverbindungen verübt hatte. Johst proklamierte ihn zum „ersten Soldaten des Dritten Reiches“.
Aus dem Schlageter stammt auch die fälschlich Hermann Göring zugeschriebene Aussage: „Wenn ich Kultur höre … entsichere ich meinen Browning“ (1. Akt, 1. Szene). Johsts Widmung „Für Adolf Hitler in liebender Verehrung und unwandelbarer Treue“ beeindruckte Hitler ebenso wie der Inhalt des Stückes.

### Karriere im Nationalsozialismus
1928 schloss sich Johst dem von Alfred Rosenberg gegründeten Kampfbund für deutsche Kultur an. Zum 1. November 1932 trat er der NSDAP bei (Mitgliedsnummer 1.352.376). In seinem Essay Standpunkt und Fortschritt von 1933 bekannte Johst sich ausdrücklich zu Hitlers Weltanschauung.
Nach der Machtübernahme war Johst maßgeblich an der Gleichschaltung der Sektion für Dichtkunst an der Preußischen Akademie der Künste, an der Auflösung des Deutschen PEN-Zentrums und an der Gründung der Union nationaler Schriftsteller beteiligt. Er gehörte zu den 88 Schriftstellern, die im Oktober 1933 das Gelöbnis treuester Gefolgschaft für Adolf Hitler unterzeichneten. Nach dem Tod Paul von Hindenburgs gehörte er zu den Unterzeichnern des Aufrufs der Kulturschaffenden zur Volksabstimmung am 19. August 1934 über die Zusammenlegung des Reichskanzler- und Reichspräsidentenamtes in der Person Adolf Hitlers. Als Präsident der Reichsschrifttumskammer, einer Unterabteilung der Reichskulturkammer, stand er ab 1935 einer Institution vor, von der sich die Nationalsozialisten die „Freihaltung des Schrifttums von ungeeigneten und unzuverlässigen Elementen“ erwarteten.
Während des Nationalsozialismus bekleidete Johst weitere Ämter, u. a. Chefdramaturg des Schauspielhauses am Gendarmenmarkt in Berlin, Präsident der Sektion für Dichtkunst an der Preußischen Akademie der Künste, Präsident der Union nationaler Schriftsteller. Im Januar 1934 wurde er zum Preußischen Staatsrat ernannt. Er trat der SS bei (SS-Nummer 274.576), übersprang alle Dienstgrade und wurde aufgrund seiner Dienststellung beim Stab des Reichsführers SS am 9. November 1935 sofort zum SS-Oberführer befördert. Am 30. Januar 1942 wurde er zum SS-Gruppenführer ernannt und am 9. November 1944 in den Stab des Reichsführers SS aufgenommen.
Johst war Freund und Chronist Heinrich Himmlers. Er hatte ihn 1939 und Anfang 1940 auf Inspektionsreisen nach Polen begleitet, darüber ein Heftchen veröffentlicht und sich das Privileg erbeten, Himmler künftig bei wichtigen Unternehmungen begleiten zu dürfen. Johst war Mitte Juni 1941 unter den Teilnehmern einer Zusammenkunft auf der Wewelsburg, bei der ein Dutzend höchster SS-Führer (darunter Hans-Adolf Prützmann, Erich von dem Bach-Zelewski und Friedrich Jeckeln) auf den bevorstehenden Vernichtungskrieg eingestimmt wurden. Konkret wurde von einer „Dezimierung“ der Bevölkerung der Sowjetunion um 30 Millionen Einwohner gesprochen.
1944, in der Endphase des Zweiten Weltkriegs, als sich bereits die Niederlage abzeichnete, wurde Johst durch seine Aufnahme in die Gottbegnadetenliste und in die von Hitler erstellte Sonderliste der sechs wichtigsten Schriftsteller von sämtlichen Kriegsverpflichtungen freigestellt.

### Nachkriegszeit
Nach Kriegsende wurde Johst interniert und am 7. Juli 1949 von einer Münchner Spruchkammer im Entnazifizierungsverfahren zunächst als „Mitläufer“ eingestuft. Ein Berufungsverfahren endete 1949 mit der Einstufung als „Hauptschuldiger“ und einer dreieinhalbjährigen Arbeitslagerstrafe (bereits verbüßt). Nach seiner Haftentlassung und einem weiteren Entnazifizierungsverfahren 1951 wurde er als „belastet“ eingestuft. 1955 erreichte Johst die Aufhebung dieser Entscheidung und die Einstellung des Verfahrens auf Kosten der Staatskasse. Er war damit faktisch rehabilitiert.
In der Sowjetischen Besatzungszone wurden 1946 seine sämtlichen Schriften auf die Liste der auszusondernden Literatur gesetzt, mit Ausnahme einiger Werke, die bereits vor 1933 erschienen waren, nämlich Der Anfang. Roman (1917), Der Ausländer (1916), Ave Eva (1932), Lieder der Sehnsucht. Gedichte (1924), Der junge Mensch. Szenarium (1916), Mutter. Gedichte (1921), Mutter ohne Tod. Begegnung (1933), Stroh (1916), Die Stunde der Sterbenden (1914), Torheit einer Liebe. Roman (1931) und Wegwärts. Gedichte (1916).
In der Bundesrepublik konnte Johst schriftstellerisch nicht mehr Fuß fassen, schrieb aber seit 1952 unter dem Pseudonym „Odemar Oderich“ Gedichte für die Edeka-Kundenzeitschrift Die kluge Hausfrau. Sein Versuch, ein Ende 1943 abgeschlossenes und überarbeitetes Buch im Jahr 1953 zu publizieren, scheiterte.
Johst starb am 23. November 1978 in einem Altersheim in Ruhpolding.

## Preise und Ehrungen
- 1933 Wartburg-Dichterrose
- 1934 Nationaler Buchpreis

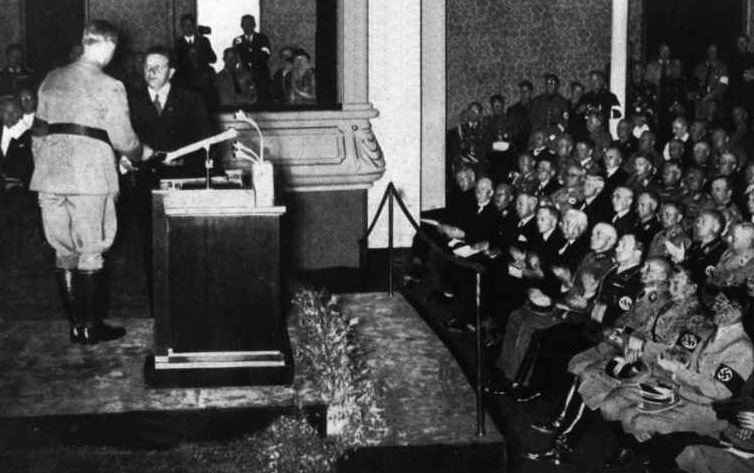
Alfred Rosenberg überreicht den Preis der NSDAP für Kunst und Wissenschaft an Hanns Johst (rechts).

- 1935 Preis der NSDAP für Kunst und Wissenschaft (erstmalige Verleihung, zusammen mit dem nationalsozialistischen Rassentheoretiker Hans F. K. Günther)[12]
- 1939 Deutscher Nationalpreis für Kunst und Wissenschaft (nicht verliehen wegen Kriegsbeginn)
- 1940 Goethe-Medaille für Kunst und Wissenschaft
- 1941 Kantate-Dichterpreis der Stadt Leipzig

## Werke

### Romane, Erzählungen, Novellen
- Der Anfang, 1917
- Der Kreuzweg, 1921
- Consuela, 1924
- Consuela. Aus dem Tagebuch einer Spitzbergenfahrt, 1925
- So gehen sie hin. Ein Roman vom sterbenden Adel. 1930
- Die Begegnung, 1930
- Die Torheit einer Liebe, 1931
- Ave Eva, 1932
- Mutter ohne Tod. Die Begegnung, 1933
- Maske und Gesicht, 1935
- Gesegnete Vergänglichkeit, 1955

### Dramen
- Stunde der Sterbenden, 1914
- Stroh, 1915
- Der junge Mensch, 1916
- Der Ausländer, 1916
- Stroh, 1916
- Der Einsame, 1917
- Der König, 1920
- Propheten, 1922
- Wechsler und Händler, 1923
- Die fröhliche Stadt, 1925
- Der Herr Monsieur, 1926
- Thomas Paine, 1927
- Schlageter, 1933
- Fritz Todt. Requiem, 1943

### Lyrik
- Wegwärts, 1916
- Rolandsruf, 1918
- Mutter, 1921
- Lieder der Sehnsucht, 1924
- Briefe und Gedichte von einer Reise durch Italien und durch die Wüste, 1926

### Essays, Reden, Propagandaschriften u.a.
- Dramatisches Schaffen, 1922
- Wissen und Gewissen, 1924
- Ich glaube! Bekenntnisse, 1928
- Meine Erde heißt Deutschland, 1938
- Ruf des Reiches, Echo des Volkes, 1940
- Hanns Johst spricht zu dir (Sammelausgabe), 1942
- Fritz Todt, Requiem, 1943
- Erzählungen, 1944